# Liste der Preisträger „Das Goldene Lenkrad“
Das Goldene Lenkrad ist eine der bekanntesten deutschen Auszeichnungen für neue Automodelle. Sie wird seit 1976 von der Boulevardzeitung BILD am Sonntag („BamS“) verliehen, seit 2009 in Kooperation mit der Auto Bild.
2018 hat keine Verleihung stattgefunden.
Vergeben wurde die Auszeichnung in der Vergangenheit wie folgt:
| Jahr | Klasse 1                                    | Klasse 2                                             | Klasse 3                                                                   | Sonderklasse | Grünes Lenkrad / Goldenes Ehrenlenkrad |
| ---- | ------------------------------------------- | ---------------------------------------------------- | -------------------------------------------------------------------------- | --- | --- |
| 1976 | Ford Fiesta                                 | Audi 100                                             | BMW 633 CSi                                                                | – | – |
| 1977 | VW Passat                                   | Audi 100 5E                                          | Mercedes-Benz 280 CE                                                       | – | – |
| 1978 | Audi 80 LS                                  | BMW 323i                                             | Opel Senator                                                               | – | – |
| 1979 | Opel Kadett                                 | Peugeot 505                                          | Mercedes-Benz 380 SE                                                       | – | – |
| 1980 | Ford Escort                                 | Renault Fuego VW Passat                              | Audi 200 5T                                                                | – | – |
| 1981 | Renault 9                                   | Opel Ascona                                          | Mercedes-Benz 500 SEC                                                      | – | – |
| 1982 | Opel Corsa                                  | Audi 100                                             | Toyota Supra                                                               | – | – |
| 1983 | Peugeot 205                                 | VW Golf                                              | Audi 200 BMW 524td                                                         | – | Ehrenlenkrad: Henry Ford (postum) |
| 1984 | Opel Kadett                                 | Mitsubishi Galant                                    | Renault 25                                                                 | – | Ehrenlenkrad: Ferry Porsche |
| 1985 | Mazda 323                                   | Ford Scorpio                                         | Mercedes-Benz 230 E                                                        | – | Ehrenlenkrad: Giovanni Agnelli |
| 1986 | Citroën AX                                  | Audi 80                                              | BMW 735i                                                                   | – | Ehrenlenkrad: Franz Stadler |
| 1987 | Honda Civic                                 | Peugeot 405                                          | Opel Senator                                                               | – | Ehrenlenkrad: Lee Iacocca |
| 1988 | Mitsubishi Colt                             | VW Passat                                            | BMW 535i                                                                   | – | Ehrenlenkrad: Daniel Goeudevert |
| 1989 | Mazda 323                                   | Honda Accord                                         | Citroën XM                                                                 | Cabrios: Mercedes-Benz SL | Ehrenlenkrad: Eberhard von Kuenheim |
| 1990 | Renault Clio                                | Nissan Primera                                       | Lexus LS 400                                                               | Sportwagen: BMW 850i Coupés: Opel Calibra | Ehrenlenkrad: Carl Hahn |
| 1991 | VW Golf                                     | BMW 318i                                             | Mercedes-Benz 300 SE                                                       | Vans: Renault Espace | Ehrenlenkrad: Raymond Lévy |
| 1992 | Nissan Micra                                | Renault 19                                           | Mazda 626                                                                  | Geländewagen: Mitsubishi Pajero | Ehrenlenkrad: Louis R. Hughes |
| 1993 | Fiat Punto                                  | Peugeot 306                                          | Mercedes-Benz C 180                                                        | Kombis: Audi 100 Avant | Ehrenlenkrad: Michael Schumacher |
| 1994 | VW Polo                                     | Opel Omega                                           | Audi A8                                                                    | Cabrios: BMW 318i Cabrio | Ehrenlenkrad: Bernd Pischetsrieder |
| 1995 | Fiat Brava                                  | Opel Vectra                                          | BMW 528i                                                                   | Coupés: Alfa Romeo GTV | Ehrenlenkrad: Giorgetto Giugiaro |
| 1996 | Ford Ka                                     | Audi A3                                              | VW Passat                                                                  | Cabrios: Mercedes-Benz SLK | Ehrenlenkrad: Wendelin Wiedeking |
| 1997 | Seat Arosa                                  | Mercedes-Benz A 160                                  | Audi A6                                                                    | Vans: Renault Espace | Ehrenlenkrad: Ferdinand Piëch |
| 1998 | Peugeot 206                                 | Ford Focus                                           | BMW 320i                                                                   | Oberklasse: Mercedes-Benz S 320 | Ehrenlenkrad: Jürgen Schrempp |
| 1999 | Škoda Fabia                                 | Lancia Lybra                                         | Rover 75                                                                   | Vans: Opel Zafira | Ehrenlenkrad: Louis Schweitzer |
| 2000 | Alfa Romeo 147                              | Ford Mondeo                                          | Volvo S60                                                                  | Sportwagen: Porsche 911 Turbo | Ehrenlenkrad: Jacques Nasser |
| 2001 | VW Polo                                     | Audi A4                                              | BMW 7er                                                                    | SUV: BMW X5 Cabrios: Mercedes-Benz SL | Ehrenlenkrad: Joachim Milberg |
| 2002 | Ford Fiesta                                 | Opel Vectra                                          | Audi A8                                                                    | Vans: Renault Espace SUV: VW Touareg | Ehrenlenkrad: Jürgen Hubbert |
| 2003 | Citroën C2                                  | VW Golf                                              | BMW 5er                                                                    | Kompaktvans: VW Touran Cabrios: Mercedes-Benz CLK Cabriolet | Ehrenlenkrad: Robert A. Lutz |
| 2004 | Mitsubishi Colt                             | Škoda Octavia                                        | Audi A6                                                                    | Cabrios: Mercedes-Benz SLK Kombis: Volvo V50 Reisemobile: Hymertramp GT | Ehrenlenkrad: Helmut Panke |
| 2005 | Fiat Grande Punto                           | VW Passat                                            | Mercedes-Benz S-Klasse                                                     | SUV: Audi Q7 Supersportwagen 1: Porsche Carrera GT Kompaktvans: Opel Zafira Reisemobile: Hobby T600 GFS | Ehrenlenkrad: Dieter Zetsche |
| 2006 | Mini                                        | Volvo C30                                            | Lexus IS                                                                   | Cabrios: VW Eos Coupés: Mercedes-Benz CL-Klasse Reisemobile: Hymer B-Klasse | Ehrenlenkrad: Martin Winterkorn |
| 2007 | Škoda Fabia                                 | Peugeot 308                                          | Audi A4                                                                    | SUV: VW Tiguan Cabrios: Mercedes-Benz SLR McLaren Roadster Reisemobile: Dethleffs Esprit | Grünes Lenkrad: BMW EfficientDynamics Ehrenlenkrad: Lewis Hamilton                                                                           |
| 2008 | Seat Ibiza                                  | VW Golf                                              | Škoda Superb                                                               | SUV: Audi Q5 Coupés: BMW 1er Coupé | Grünes Lenkrad: Mercedes-Benz BlueTec Ehrenlenkrad: Franz Fehrenbach                                                                         |
| 2009 | VW Polo                                     | Opel Astra                                           | Audi A5 Sportback                                                          | Luxuswagen: Porsche Panamera Vans: Renault Scénic Supersportwagen: Mercedes-Benz SLS AMG | Grünes Lenkrad: Toyota Prius VW Polo BlueMotion Ehrenlenkrad: Luca di Montezemolo                                                            |
| 2010 | Audi A1                                     | Opel Meriva                                          | Mercedes-Benz CLS                                                          | Luxuswagen: Audi A8 Vans: VW Sharan SUV: Porsche Cayenne | Grünes Lenkrad: Peugeot iOn Ehrenlenkrad: Norbert Reithofer                                                                                  |
| 2011 | VW up!                                      | BMW 1er                                              | Audi A6                                                                    | Cabrios: Mercedes-Benz SLK Sportwagen: Porsche 911 SUV: Mercedes-Benz M-Klasse | Grünes Lenkrad: PSA (Peugeot/Citroën) Dieselhybrid Ehrenlenkrad: Alan Mulally Goldenes Werbelenkrad: Alfa Romeo Kampagne „Ich bin Giulietta“ |
| 2012 | Renault Clio                                | Audi A3                                              | BMW 3er                                                                    | SUV: Mercedes-Benz GL Cabrios/Coupés: Ferrari F12berlinetta Vans: Opel Zafira Tourer | Grünes Lenkrad: Toyota Yaris Hybrid Ehrenlenkrad: Ferdinand Piëch Goldenes Werbelenkrad: BMW-Kampagne „xDrive Mountain“                      |
| 2013 | VW Golf                                     | Audi A3 Limousine                                    | Mercedes-Benz S-Klasse                                                     | SUV: BMW X5 Cabrios/Coupés: Jaguar F-Type Vans: Citroën C4 Picasso | Grünes Lenkrad: BMW i3 Ehrenlenkrad: Peter Schreyer                                                                                          |
| 2014 | Mazda 2                                     | VW Golf Sportsvan                                    | VW Passat                                                                  | SUV: Porsche Macan Cabrios/Coupés: Porsche 911 Targa 4S Sportwagen: Porsche Cayman GTS | Grünes Lenkrad: VW Golf GTE Ehrenlenkrad: Elon Musk                                                                                          |
| 2015 | Hyundai i20                                 | Opel Astra                                           | Audi A4                                                                    | SUV: BMW X1 Luxuswagen: BMW 7er Sportwagen: Audi R8 Familienautos: BMW 2er Gran Tourer | Ehrenlenkrad: Ratan Tata |
| 2016 | Renault Megane                              | N. N.                                                | Jaguar XF                                                                  | SUV: Audi Q2 Große SUV: Tesla Model X Sportwagen: Audi A5 Coupe schönstes Auto: Alfa Romeo Giulia (952) | Ehrenlenkrad: Mary Barra |
| 2017 | Opel Ampera-e                               | N. N.                                                | Volkswagen Arteon                                                          | SUV: Škoda Karoq Große SUV: Audi Q5 Sportwagen: Porsche Panamera Sport Turismo schönstes Auto: Aston Martin DB11 | Ehrenlenkrad: Håkan Samuelsson |
| 2018 | Keine Verleihung aufgrund des Abgasskandals | Keine Verleihung aufgrund des Abgasskandals          | Keine Verleihung aufgrund des Abgasskandals                                | Keine Verleihung aufgrund des Abgasskandals | Keine Verleihung aufgrund des Abgasskandals                                                                                                  |
| 2019 | Audi A1 Sportback                           | BMW M135i xDrive                                     | Tesla Model 3                                                              | Kleine SUV: Mazda CX-30 Skyactiv-D1.8 Mittlere SUV: Jaguar I-Pace Große SUV: Audi e-tron 55 Quattro Sportwagen: Toyota GR Supra 3.0 Bestes Auto unter 25.000 €: Škoda Kamiq Bestes Auto unter 35.000 €: Kia XCeed schönstes Auto: BMW M850i xDrive Beste Innovation: Michelin Uptis Reifen                                  | |
| 2020 | Opel Corsa-e                                | Audi A3 Sportback 35 TFSI                            | BMW 330e                                                                   | Kleine SUV: Ford Puma 1.0 Ecoboost Hybrid Mittlere SUV: Polestar 2 Große SUV: Kia Sorento Sportwagen: Porsche Taycan Bestes Auto unter 25.000 €: Hyundai i20 Bestes Auto unter 35.000 €: Seat Leon schönstes Auto: Porsche Taycan Beste Innovation: Lexus UX 300e: Garantieversprechen für 1 Million Kilometer              | |
| 2021 | Cupra Leon                                  | Elektro: Cupra Born                                  | Porsche Panamera Elektro: Mercedes EQS                                     | SUV: Cupra Formentor SUV Elektro: Škoda Enyaq Sportwagen: BMW M4 Van: Mercedes EQV Bestes Auto unter 25.000 €: Opel Mokka-e Bestes Auto unter 35.000 €: Toyota Yaris GR schönstes Auto: Audi e-tron GT Beste Innovation: Schaeffler E-Achse                                                                                 | |
| 2022 |                                             | BMW 2er Coupé                                        | Nio ET7                                                                    | Kompakte SUV: Kia Niro Mittlelklasse-SUV: Skoda Enyaq Coupé RS Oberklasse-SUV: Porsche Cayenne Turbo GT Sportwagen: Porsche 718 Cayman GT4 RS Familienauto: VW ID. Buzz Bestes Auto unter 30.000 Euro: Dacia Jogger Bestes Auto unter 50.000 Euro: Opel Astra schönstes Auto: Mercedes-AMG SL Beste Innovation: Lightyear 0 | |
| 2023 | Peugeot 2008                                | Kompaktklasse: BMW iX1 Mittelklasse: Hyundai Ioniq 6 | Obere Mittelklasse: Mercedes E-Klasse Ober-/Luxusklasse: Mercedes-AMG S 63 | Sportwagen: BMW M3 Competition Touring Familienauto: Kia EV9 Bestes Auto unter 40.000 Euro: Ford Tourneo Connect Bestes Auto unter 50.000 Euro: Smart #1 schönstes Auto: Aston Martin DB12 Gebrauchtwagenlenkrad: Mercedes C-Klasse                                                                                         | |